# Carthage (Texas)
Carthage település az Amerikai Egyesült Államok Texas államában, Panola megyében, melynek megyeszékhelye is. Lakosainak száma 6569 fő (2020. április 1.).

## Népesség
A település népességének változása:

| 2010 | 6 779 |
| 2020 | 6 569 |